# 粉绿铁线莲
粉绿铁线莲（学名：Clematis glauca）为毛茛科铁线莲属下的一个种。

## 扩展阅读
- 維基物種上的相關：粉绿铁线莲